# みんなのGOLF 5
『みんなのGOLF 5』（みんなのゴルフ ファイブ / EVERYBODY'S GOLF 5）はソニー・コンピュータエンタテインメント（のちソニー・インタラクティブエンタテインメント）より2007年7月26日に発売されたPlayStation 3（PS3）専用ゴルフゲーム。『みんなのGOLF』シリーズのナンバリングタイトル第5作（シリーズ通算では第7作目）である。通称みんゴル5。2008年12月11日に廉価版が、2011年9月8日に再廉価版が発売された。

## 概要
今作からハードがPS3に移り、グラフィックが大幅に美しくなった。前作の特徴であった風や水面の細やかな表現も健在である。また、ショットの方式にキャラクターの動作に合わせてボタンを押す「本格ショット」が追加された。従来のパワーゲージタイプのショットも使用できるが、本格ショットに比べ飛距離が短く、ボールをあまり曲げられないなどやや不遇な扱いを受けている。オンラインモードでは全国のプレイヤーと対戦プレイやチャットをすることができ、本作の魅力の1つとなっている。
正確な操作が要求される本格的なゴルフゲームでありながら爽快感を得られる作りになっており、吹き出しや集中線などのコミカルな演出や、ショットやパットの途中キャンセルなど快適さに重点が置かれている。キャディによるサポートも充実しており、初心者からヘビーゲーマーまで誰でも楽しめるよう工夫されている。
キャラクターは1人1人能力が異なり、飛距離は無いが使いやすいキャラクター、コントロールは難しいが飛距離があるキャラクターなど個性豊かなキャラクターが用意されている。大会で勝利するごとに特殊なゴルフボールやゴルフクラブ（ゲーム中では「ギア」と呼ばれる）を入手することができ、それを使用することによって奥深いプレイが味わえる。
テレビCMでは銭湯にて水の代わりに大量のゴルフボールを使ったものが放映された。このCMで使用されたゴルフボールの数は5万個に及び、使用後は全国50の中学・高校のゴルフ部にプレゼントされた。
PlayStation®Networkのオンラインアップデートにも対応しており、発売後もモードやキャラクター、コースが追加されている。

## ゲームモード

### ひとりでGOLF
1人プレイ用のモード。チャレンジモード、ストロークモード、トレーニングの3種類がある。チャレンジモード、ストロークモードではプレイするたびにキャラクターの「愛着度」が上昇して行く。「愛着度」はLv.0～12とMAXの14段階あり、レベルが上がるにつれて、パワーモードの使用回数が増えたり、キャラクターのカラーが増えたりする。
チャレンジモード
大会などに参加し、それに勝利することで新しいキャラクターや新アイテムなどを入手できる1人プレイ用のメインモード。全10レベル存在し、各レベルに一人ずつボスキャラクターがいる。レベル3からは中級ランクのライバルがボスとして登場し、レベル7からは上級ランクのライバルがボスとして登場し、全てのキャラクターに勝利するとエンディング。
本作には裏キャラ（『みんなのGOLF2～4・6・New』に実装された強化版VSモード）とのVSマッチは存在しない。
ストロークモード
好きなコースを選んでプレイできるモード。自己ベストの記録を更新するのが目的。
トレーニングモード
コースやキャラクターを選択し、練習できるモード。コースや風向きなどのコンディションが自由に設定できる他、打ち直しが自由に行える。このモードでは記録は更新されない。練習の他にもゲーム感覚で楽しめるミニゲームが用意してある。練習場では後ろを向くと、某スポーツ番組のストラックアウトのようなものもある。

### みんなでGOLF
1人から4人まででプレイできる対戦用のモード。ゴルフゲームというシステムゆえ、ひとつのコントローラを回して4人対戦をすることもできる。このモードではキャラクターの愛着度が最初からMAXになっており、愛着度の成長はない。総合の打数を競うストローク形式と1戦ごとの打数で勝敗を競うマッチ形式がある。プレイヤーの腕前に応じたハンディキャップの設定も可能。バンカーに入ったり、木に当たると+2打になったり、カップが大きくなる「デカカップ」などの特殊なルール（色物ルール）も設定できる。ホール数は18ホール、9ホール、3ホール、6ホールの中から選択可能なため、短時間に気軽にプレイしたり、じっくりプレイしたりお好みに合わせてプレイできる。また、対戦相手のキャラをCPUに設定することも可能。強さは弱い・普通・強いの3段階である。

### オンライン
このモードではインターネット回線を利用して全国のプレイヤーとプレイできる。オンラインサービスは無料となっている。
オンラインに接続した場合更新データがあればダウンロードが始まるが、初めての場合は非常に時間を要するので注意が必要となる（ブロードバンド接続であれば1～3時間。光接続であっても回線状況が悪ければそれくらいかかる場合がある）。
初めてロビーに入る際は自分の分身となるロビーキャラを作成する。キャラクター作成はあらかじめ用意された何種類もの頭部、顔、体、アクセサリー（ロビーキャラパーツ）を組み合わせることで行える。このパーツは1人プレイモードで様々な条件を満たすことで増えて行き、登録後も変更可能。キャラクター作成後は「ロビー」と呼ばれる仮想空間に行き、対戦相手を探したり、大会に参加したりできる。USB対応のキーボードを接続することでチャットも可能。USBキーボードが無い場合はソフトウェアキーボードを使用して会話することになる。
対戦形式には以下の4種類がある。当初は「リアル大会」のみだったが、2007年8月のアップデートで「新リアル」形式が追加、2008年2月のアップデートで「みんなでGOLFモード」同様のストロークプレイやマッチプレイをオンラインでプレイできるようになった。オフラインの対戦モードとは違い愛着度はプレイヤーごとの育成度がそのまま反映される。
続編『みんなのGOLF 6』への移行に伴い、2013年3月31日をもってオンラインプレイサービスは終了した。
リアル大会
- 最大50人によるストローク・プレイを行う、オンラインモードの醍醐味とも言うべきモード。「大会リスト」から画面に従い予約することで参加できる。
- 9H大会、18H大会、キャラフリー、1キャラ限定大会、クラス限定キャラ大会、ラフ・バンカー・木に当てたら2打罰などコース1つ取ってもさまざまな大会がある。
- G2、G3に限り、デカカップ大会もある。
- 予約可能な大会は1度に1大会のみ。
- 大会開始2分前に飛び込みでの参加も可能で、予約した上での飛び込みもできる。
- 大会途中でリタイアもできるが、その場合その大会の終了時間＋2分間のペナルティが課せられる。
- ペナルティ時間内は大会の予約及び飛び込みができなくなる。
- 飛び込みで参加した大会をリタイアしても、先に予約していた分の大会はキープされ、ペナルティ時間内であっても大会に参加できる。
- 上から順にG0、G1、G2、G3の4つのグレードからなり、初めは誰もがG3からスタート。
- 各グレードで優勝（4P）、準優勝（3P）、入賞（2P）のいずれかを獲得するとポイントとロビーキャラパーツが手に入る（パーツはグレードによりさまざまで高グレードの優勝でしか手に入らないものもある）。
- 優勝するとロビーキャラに優勝トロフィーが付く。グレードごとに大きさは違い、他の大会に出て優勝以外の成績で終えるか、GFに出るか、優勝大会終了12時間後に自動で消える。また、グレードに関係なく参加できるGFがある、但しGFにはポイントもトロフィーもロビーキャラパーツもつかない。
- 参加人数が10人以上で大会が成立し、参加人数に応じて入賞圏の枠数が変化。最大は46人以上参加で10枠。大会参加人数が9人以下の場合、その大会はGF扱いとなり、グレード大会の特典はなくなる。
- 2009年12月現在、大会参加20戦を1クールとして1クール以内に一定以上のポイントを累積するとグレードが昇格し、また現グレード維持に必要なポイントに足りなければグレードは降格する（詳細は後述）。
- 過去昇格した最高のグレードより二階級以上は降格することはない、例えば一度でもG0に昇格した事があるならば、G1には落ちるがG2まで落ちることはない。
- ホールとホールの合間はチャットを行える。

グレード昇格・残留条件
※2009年12月現在
G0
G0残留9P以上
G1
G0昇格16P以上 G1残留7P以上
G2
G1昇格12P以上 G2残留5P以上
G3
G2昇格8P以上（G3→G2の昇格のみ、20戦以内ではなく何戦かかっても良い）

新リアル
最大8人で同時に同じ画面でプレイできる。このモードと後述する「ストローク」「マッチ」は「対戦部屋作成」で自分で対戦を開始するか、あるいは「対戦部屋リスト」から参加可能な対戦部屋を探し参加することができる。部屋作成時に許可制やフレンドのみなどの入室制限をかける事も可能である。リアル大会とは違い、他のプレイヤーの姿やボールが実際に同じ画面で見えるのが特徴。手軽なため、見ず知らずの人とも気軽にプレイできる。
ストローク
最大4人で順番にプレイを行う。このモードとマッチプレイでは他のプレイヤーのプレイ中にコース内を自由に動き回れる。他の人のプレイがじっくり見られるのが最大の特徴かつ利点である。初心者が上級者のプレイを見る絶好のモードであり、上達を志すには最適のモードといえる。上級者でも「（リアル）大会よりもスト（ローク）が楽しい」と言う人も多い。一打ずつ順番に打つ事になるため「新リアル」よりはるかに時間はかかる。2008年2月のアップデートで追加された。
マッチ
1対1で1ホールごとに勝敗を競う。先に3勝した方が勝ちとなる。2008年2月のアップデートで追加。
いずれも1コースあたりの制限時間が決められており、時間内にホールを上がれない場合はリタイア（ゲームオーバー）となる。制限時間は対戦部屋作成時の「ラウンドスピード」で「早い」「普通」「ゆっくり」「超ゆっくり」の4段階から設定できるようになっている。ストロークでチャットしながらじっくりコース攻略をするなら、「超ゆっくり」にしないと会話している時間がすぐなくなる。

### データ
自分のプレイ記録や使用可能になったキャラクターのプロフィールが閲覧できる。また、「VTR」モードでは記録したリプレイの閲覧もできる。なお、チップインバーディー、チップインイーグル、アルバトロス、ホールインワンは自動的に記録されるが、マニュアルで好きなプレイを録画することも可能。

## 登場キャラクター
使用できるキャラクターは当初は2人+キャディ1人のみだが、チャレンジモードでVSゲージを溜めるごとに、新キャラへの挑戦権を獲得でき、勝利するとそのキャラクターが使用可能になる。登場キャラクターの中には丸山茂樹プロもいる。以下の説明ではパワー以外の初期能力値を1（最低E）～24（最高S）の数値で示す。Pがパワー（1Wの最高飛距離、従来ショットはこの値よりも15y低い）、Cがコントロール、Iがインパクト、Sがスピン、SSがサイドスピン、○は得意項目、×は苦手項目を表し、弾道はスタンダード装備時のもの（ギアによっては変化する事有り）。

### 初級キャラクター
ジャスミン（声優：月本皇子）（P 234y／C 12（B）／I 22（S）／S 9（C）／SS 10（C））
- 性別：♀

最初から使用できる初級キャラクター。高校のゴルフ部に所属している日本人とイギリス人のハーフの18歳の女の子。髪型はポニーテール。好きなものはスイーツ。嫌いなものは納豆。
パッケージや公式サイトのメインビジュアルにも描かれている本作のイメージキャラクターではあるが、性能・能力は平凡。飛距離はあまりないが、初心者でも使いやすい。持ち球は中弾道ストレート。
有料追加コスチュームはウェイトレス。なお、キャディをナツミ選択時にバーディーを取ると、特別な喜びポーズが出る（ランダム）。
コナン（声優：古谷徹）（P 239y／C 12（B）／I 22（S）／S 5（D）／SS 14（B））
- 性別：♂

最初から使用できる初級キャラクター。日本人の少年でカウボーイのようなテンガロンハットをかぶっている。15歳。幼い頃TVで見た丸山茂樹プロに憧れてゴルフをプレイするようになった。好きなものはプラモデル。嫌いなものは歯医者。
サイドスピン能力がやや高く、初級キャラの中ではボールを曲げるのが得意。本格ショットに於いてはスイングに癖がある。持ち球は低弾道ドロー、ラフが得意。有料追加コスチュームは忍者。なおキャディをヨシコ選択時にバーディーを取ると、特別な喜びポーズが出る（ランダム）。
ソフィ（声優：宍戸留美）（P 241y／C 12（B）／I 20（A）／S 9（C）／SS 10（C） ×雨）
- 性別：♀

VSチャレンジで勝利（レベル1クリア）すると使用できるようになる初級キャラクター。フランス生まれの女の子で大富豪の娘。13歳。好きなものはおしゃれ。嫌いなものは大きな犬。
初級キャラの中ではパワーが高いにもかかわらずコントロール・スピン性能も平均的な性能を持つ為、扱いやすく人気が高い。唯一の弱点は雨。持ち球は中弾道ストレート。有料追加コスチュームは不思議の国のアリス風のメイド。
クリス（声優：矢島晶子）（P 232y／C 18（A）／I 20（A）／S 9（C）／SS 2（E））
- 性別：♂

VSチャレンジで勝利（レベル2クリア）すると使用できるようになる初級キャラクター。ドイツ出身のまだ10歳の天真爛漫な少年。好きなものはバイオリン。嫌いなものは辛いもの。
パワーは無いがボールコントロールの腕は天才的。曲げが苦手。持ち球は中弾道ストレート。有料追加コスチュームは水兵。なおキャディをリナ選択時にイーグルを取ると、特別な喜びポーズが出る（ランダム）。
スズキ（声優：西村知道）（P 239y／C 9（C）／I 20（A）／S 16（B）／SS 10（C） ○バンカー）
- 性別：♂

ある条件を満たすことで使用できるようになる初級キャラクター。全日本みんごる協会会長である55歳。体験版をダウンロードしていれば最初から使える。好きなものは一発芸。嫌いなものはノルマ。
接待ゴルフで鍛えたおかげでバンカーが得意という設定だが、特筆すべきはスピン性能である。その性能は初級キャラとしては驚異的であり、使いこなせればシルバーピークスやクラウンといった難コースでも高スコアを狙える性能を秘める（当然熟練は要するが）。持ち球は中弾道フェード。有料追加コスチュームはチャップリン風のタキシード。なおキャディをマルちゃん選択時にバーディーを取ると、特別な喜びポーズが出る（ランダム）。
トロ（声優：台詞無し）（P 232y／C 14（B）／I 22（S）／S 14（B）／SS 6（D） ○ラフ）
- 性別：不明

2008年10月30日のアップデートで追加されたキャラクター。PlayStation Networkで購入すると使用可能になる。まいにちいっしょでおなじみのネコキャラ。
弾道はストレートで扱いやすいものの、パワーはクリスと並んで最低で、キャラが小さくクラブも短いため特に本格ショットに於いては使いにくい部類。性別不明のため男キャラ専用/女キャラ専用両方の大会に出場できる。持ち球は中弾道ストレート。愛着が上がると増える通常のコスチュームはあるが、有料追加コスチュームは現在はない。なおキャディをリナ選択時にイーグルを取ると、特別な喜びポーズが出る（ランダムだが発生率が非常に低い）。
リビッツ（声優：台詞無し）（P 250y／C 9（C）／I 20（A）／S 9（C）／SS 6（D） ○バンカー ×雨）
- 性別：不明

2009年03月12日のアップデートで追加されたキャラクター。PlayStation Networkで購入すると使用可能になる。リトルビッグプラネットでおなじみのキャラ。
そのパワーは中級キャラのユミンと4Yしか変わらないほどであり、ギアの組み合わせや風にもよるが、距離の短いミドルホールなどでは1オンさえ狙える性能を持つ。弾道はフェードでバンカーが得意だが雨が苦手。持ち球は中弾道フェード。愛着が上がると増える通常のコスチュームはあるが、有料追加コスチュームは現在はない。

### 中級キャラクター
ユミン（声優：田中理恵）（P 254y／C 14（B）／I 13（B）／S 9（C）／SS 10（C））
- 性別：♀

VSチャレンジで勝利（レベル3クリア）すると使用できるようになる中級キャラクター。韓国出身のアクション女優。23歳。好きなものはお風呂。嫌いなものは部屋の汚れ。
バランスの良さが光るが性能・能力は平凡。持ち球は中弾道ストレート。有料追加コスチュームはチャイナドレス。
キッド（声優：うえだゆうじ）（P 256y／C 18（A）／I 13（B）／S 9（C）／SS 10（C） ×ラフ）
- 性別：♂

VSチャレンジで勝利（レベル4クリア）すると使用できるようになる中級キャラクター。サングラスをかけたタイ出身の青年。19歳。貿易会社の跡取り息子でもある。好きなものは旅行。嫌いなものはヘビ。
「アジアの精密機械」と言われるだけあってコントロール能力は非常に高く、男性キャラとしては珍しく本格ショットのスイングも素直なので扱いやすい。ラフが少々苦手。持ち球は中弾道ストレート。有料追加コスチュームはF1レーシングスーツ。なおキャディをシュンペイ選択時にボギーを叩くと、特別な残念ポーズが出る（ランダム）。
ソニア（声優：雨蘭咲木子）（P 265y／C 8（C）／I 11（C）／S 9（C）／SS 2（E））
- 性別：♀

VSチャレンジで勝利（レベル5クリア）すると使用できるようになる中級キャラクター。スペイン出身の女性フラメンコダンサー。年齢は秘密。好きなものはチリソース。嫌いなものは優柔不断。
男性顔負けのパワーを誇るが、コントロールに難がある。飛ばし屋タイプの割には(中級では飛ばし屋の有料キャラが出ていない＝飛ばし屋はソニアしかいないという理由もあるにせよ)やや飛距離が物足りない。ソニアで届いて他の中級キャラだと届かないというシチュエーションが殆んどないためである。また、曲げが苦手なことも忘れてはならない。持ち球は中弾道ストレート。有料追加コスチュームはトレジャーハンター。
ブルーム（声優：藤原啓治）（P 261y／C 13（B）／I 11（C）／S 9（C）／SS 21（S） ×バンカー）
- 性別：♂

VSチャレンジで勝利（レベル6クリア）すると使用できるようになる中級キャラクター。ブラジル出身のストリートダンサー。26歳。好きなものはダンス。嫌いなものは勉強。
サイドスピン能力はトップクラスでドローヒッターではあるが、スライスをかけても変化は大きい。目立たないが飛距離も中級キャラとしてはソニアに次ぐ2番目のパワーを持ち、スピン能力は標準だがコントロールはナカジマを上回る。熟練を要するが使いこなせば実は相当に強いキャラ。ただしバンカーが苦手。持ち球は中弾道ドロー。有料追加コスチュームは海賊。
ナカジマ（声優：小山力也）（P 258y／C 12（B）／I 11（C）／S 19（A）／SS 10（C） ×アプローチ）
- 性別：♂

チャレンジモードの優勝賞品として獲得できる中級キャラクター。海外営業部で活躍するビジネスマン。34歳。好きなものは仕事。嫌いなものは渋滞。
アプローチが苦手なため、15yのアプローチショットが使えないという弱点が使い勝手を悪くしているが、そのスピン性能は上級のサファイアと同等であり、グリーンオンさせる為の性能は上級キャラを含めてもトップクラスである。持ち球は高弾道フェード。有料追加コスチュームは道着。鉢巻はネクタイである。
ユキノ（声優：非公表）（P 256y／C 14（B）／I 11（C）／S 15（B）／SS 10（C） ×雨）
- 性別：♀

2008年2月28日のアップデートで追加されたキャラクター。PlayStation Networkで購入すると使用可能になる。メニュー画面に登場しているコンパニオンの女性。
中級キャラのスピンタイプのキャラ。スピン能力はナカジマに劣るが、コントロール能力はナカジマ、ブルームを凌ぐ。全てのパラメータが非常にバランスの良い優等生キャラで非常に扱いやすく中級キャラの要となり得る。ただし雨が苦手。持ち球は中弾道ストレート。有料追加コスチュームは浴衣。

### 上級キャラクター
ジョンソン（声優：関俊彦）（P 293y／C 6（D）／I 4（D）／S 5（D）／SS 10（C） ○ラフ）
- 性別：♂

VSチャレンジで勝利（レベル7クリア）すると使用できるようになる上級キャラクター。夏は野球、冬はアメフトをやっているアメリカンヒーロー。29歳。好きなものはファン。嫌いなものはスキャンダル。
飛ばし屋タイプのご多分に漏れずコントロールの悪さはピカ一、ラフが得意。有料追加キャラで飛距離、コントロール、スピン全てにおいてジョンソンに勝るクレイトスが登場した事で、存在意義がかなり薄くなっている。持ち球は低弾道フェード。有料追加コスチュームは野球のユニフォーム。
ティアナ（声優：戸田恵子）（P 277y／C 22（S）／I 4（D）／S 8（C）／SS 10（C） ×ラフ）
- 性別：♀

VSチャレンジで勝利（レベル8クリア）すると使用できるようになる上級キャラクター。露出したウェアに身を包む謎のロシア人女性ではあるが、人当たりが良い性格。27歳。好きなものは癒し。嫌いなものは肉類。
全キャラナンバーワンの抜群のコントロール性能を誇る。上級の中では飛距離が最低でありラフも苦手だが、本格ショットのスイングが素直なので非常に扱いやすいキャラ。持ち球は中弾道ストレート。有料追加コスチュームは婦人警官。
ディーノ（声優：水木一郎）（P 281y／C 9（C）／I 2（E）／S 22（S）／SS 10（C） ×雨）
- 性別：♂

VSチャレンジで勝利（レベル9クリア）すると使用できるようになる上級キャラクター。ファッションセンスがスタイリッシュで、自然を大切にするイタリア出身の伊達男。42歳。好きなものはファッション。嫌いなものは自然破壊。
最強のスピンを誇るが雨が苦手。とにかくスピンに特化した性能でコントロールがあまりよくない。マジンガーZの主題歌を歌っていた水木一郎が声を担当しており、パワーモードを使って100%のパワーで打つと、｢ゼーーット!!｣という気合の掛け声を聞ける。持ち球は高弾道ドロー。有料追加コスチュームは渋谷系（？）。なおキャディをエバ選択時にイーグルを取ると、特別な喜びポーズが出る（ランダム）
サファイア（声優：田中敦子）（P 281y／C 18（A）／I 1（E）／S 19（A）／SS 14（B） ×ラフ・バンカー）
- 性別：♀

VSチャレンジで勝利（最終、レベル10クリア）すると使用できるようになる上級キャラクター。VSチャレンジのラスボス的存在。とある石油王の多趣味な夫人の女ボスキャラ。29歳。好きなものは宝石。嫌いなものは生野菜。
パワー、コントロール、スピン、サイドスピンと全てに於いてトップクラスの性能だが、ラフ・バンカーが苦手でインパクトゾーンも非常に狭く、プレイヤーを選ぶ非常にピーキーな性能を持つ。使いこなせば間違いなく最強だが、その為にはフェアウェイキープ、グリーンオンが絶対条件である。そのあまりの高性能ゆえ上級キャラ限定やキャラフリー大会では、ほとんどの参加者がサファイアという現象がしばしば起こる。持ち球は高弾道ストレート。有料追加コスチュームは教官（ボンデージ）。なおキャディをクラーク選択時にイーグルを取ると、特別な喜びポーズが出る（ランダム）
丸山茂樹プロ（声優：丸山茂樹本人）（P 279y／C 16（A）／I 4（D）／S 8（C）／SS 6（D））
- 性別：♂

チャレンジモードの優勝賞品として獲得できる上級キャラクター。みんなのGOLFシリーズ初の実在するゴルファー。好きなものはドライブ。
パラメータのバランスが良いが、丸山茂樹の本物のスイングをリアルに再現している為か本格ショットに於いてはスイングにやや癖がある。持ち球は中弾道ストレート。有料追加コスチュームはオールドスタイルゴルファー。
グロリア（声優：井上喜久子）（P 279y／C 17（A）／I 2（E）／S 15（B）／SS 6（D） ×バンカー）
- 性別：♀

2008年3月27日のアップデートで追加されたキャラクター。PlayStation Networkで購入すると使用可能になる。みんGOLシリーズではおなじみのお色気キャラである。サファイアのピーキーさをややソフトにしたような性能で、コントロール・スピンが優秀でバンカーが苦手だがラフは苦手ではない。いずれにせよサファイアと双璧を誇るトップクラスの性能である。注意すべきはサイドスピン性能の低さ。スタイミーな状況になると抜けられない恐れがあるので障害物には注意せねばならない。持ち球は中弾道ストレート。有料追加コスチュームはテニスウェア。
クレイトス（声優：玄田哲章）（P 297y／C 8（C）／I 2（E）／S 15（B）／SS 2（E） ○ラフ・バンカー）
- 性別：♂

2008年9月25日のアップデートで追加されたキャラクター。『ゴッド・オブ・ウォー』の主人公の男キャラ。PlayStation Networkで購入すると使用可能になる。パワーでジョンソンをしのぎ、スピンが強く300y以上のショットも打ちやすいが、ジョンソンほどではないにせよコントロールが悪く、またウッド系のクラブが鎖でできているためか、本格ショットに於いてのスイングの癖が非常に強くなっている。どちらかというと従来ショットでその性能が発揮できる。バンカーとラフは得意。持ち球は中弾道ドロー。追加コスチュームは一切なく最初の一色のみである。

### キャディ
ナツミ（声優：名塚佳織）
- 性別：♀

最初から選択できるキャディ。赤いメガネがトレードマークの女の子。明るく天真爛漫な18歳。体操が好きで待機時には時々屈伸運動をする姿も見られる。3Pカラーのみメガネを外す。
ヨシコ（声優：松岡由貴）
- 性別：♀

おっとりした東北弁をしゃべる癒し系の17歳の女の子キャディ。時々、待機時にはクシャミをしてしまう。イラストを描くのが好きで都会の喧騒が苦手。
シュンペイ（声優：南央美）
- 性別：♂

プロゴルファーをめざし練習生をしているキャディ。メガネがトレードマークの15歳の男の子だが運動が苦手。
リナ（声優：雪野五月）
- 性別：♀

大胆な衣装で大人の色気を振りまくクールな美女キャディ。実は虫が大の苦手で仕事中は平静を装いながらも懸命に我慢している。25歳。
エバ（声優：沢海陽子）
- 性別：♀

身長180cm以上ある、言葉遣いは荒いがサービス精神旺盛な明るい性格の女性キャディ。元プロゴルファーの38歳。得意料理は麻婆春雨。
マルちゃん（声優：丸山茂樹）
- 性別：♂

丸山茂樹プロがキャディとしても登場。本来は他のプレイヤーのキャディはしないが、本作ではキャディ初挑戦。
クラーク（声優：チョー）
- 性別：♂

ゴルファーたちを勝利へと導いてきた、キャリア30年のベテランキャディー。54歳。お茶目で明るい性格だが大事な局面ではしっかりフォロー。

## 登場ギア
上述の通り、クラブとボールの総称が「ギア」である。クラブには等級と使用できるキャラクターのクラスがある。

### クラブ
クラブには等級が付いているものがあり、高い等級のものはチャレンジモードで取得できるが、取得した後も使用キャラの愛着に応じて使用可否が決まる。等級は2級品・1級品・特級品の3種類、特級品が使えるのは愛着11以上なのでキャラの愛着は最低でも11まで上げないとクラブの性能を引き出せない。
スタンダードクラブ
全員が最初から使用できるクラブ。特に欠点はなく、等級とクラスもない。使用キャラクター本来の性能を見たい時にこのクラブを選択すると良い。
みんなのクラブ
パワーさえ決めれば、あとは自動でインパクトしてくれる初心者専用のクラブ。ただし、飛距離は大幅に短くなる上、コントロール性能も若干落ちる。等級とクラスもない。
ビギナーズクラブ
インパクトゾーンが広くなり、ミスショットが減りやすくなる代わりに、飛距離が10Yほど落ちる。コントロール、スピン、サイドスピン能力の変化はなし。等級とクラスもない。
ビッグエアークラブ
飛距離が15Yほど伸びるパワー系クラブ。インパクトは狭くなり、コントロール、スピン、サイドスピン能力の変化はなし。飛距離が欲しいけれど、コントロールは落としたくない時に使う。
ピンホールクラブ
コントロール能力が大幅に上がるコントロール系クラブ。インパクトは狭くなり、飛距離、スピン、サイドスピン能力の変化はなし。総じてコントロールの悪い、パワー系キャラに装備させると使い勝手が良くなる。
ターボスピンクラブ
スピン能力が大幅に上がるスピン系クラブ。インパクトは狭くなり、飛距離、コントロール、サイドスピン能力の変化はなし。低弾道、中弾道キャラ全員の弾道を例外なく一段階高く上げることができる。パワーやコントロールには秀でているが、スピンの弱いキャラに装備させると良い。
インフィニティクラブ
飛距離、コントロール、スピン全ての能力を少しずつ上げてくれる万能クラブ。インパクトは狭くなり、サイドスピン能力の変化はなし。悪天候に弱い弱点を持ち、雨や雪が降るとインパクト、パワー調整が非常にやり辛くなる。一部のキャラの弾道を一段階高く上げることができる（特にスズキ、トロ、ユキノ、グロリア、クレイトスは高弾道になり、スピン性能が大幅に上がるので非常に有効）。好天ならばこれだけでも良いくらいの使い勝手を誇るオールマイティクラブ。
ビッグマグナムクラブ
飛距離が20Yと大幅に増えるクラブ。インパクトは狭くなり、コントロールが大幅に落ちる。スピン、サイドスピン能力の変化はなし。飛距離が欲しい時の必需品だがコントロールが大幅に下がる事を考えてから使うようにしたい。

### ボール
ボールは等級は存在せず、チャレンジモードで取得すればすぐに使用できる。ビギナーズボールを除くとインパクト性能には一切関係がない。クラブとの組み合わせで、コースに合ったキャラの性能を引き出す事が上達への早道である。
スタンダードボール
全員が最初から使用できるボール。特に欠点はない。使用キャラクター本来の性能を見たい時にこのボールを選択すると良い。
ストレートボール
飛距離が5Yほど落ちるが、フェード・ドローヒッターの癖玉をストレートに矯正し、サイドスピン能力も左右どちらか一方に偏ることなく均一に曲げられるように修正してくれる。
ビギナーズボール
全員が最初から使用できるボール。飛距離が6Yほど落ちるが、インパクトゾーンを少し広げてくれる。
ビッグエアーボール
飛距離を8Yほど伸ばしてくれるが、コントロール能力が大幅に落ちる。
ピンホールボール
コントロールを大幅に上げてくれるが、サイドスピン能力が大幅に落ちる。
ターボスピンボール
スピン能力を大幅に上げてくれるが、コントロール能力が大幅に落ちる。
インフィニティボール
飛距離、コントロール、スピン全ての能力を少しずつ上げてくれる万能ボール。但しサイドスピン能力だけは大幅に落ちる。インフィニティクラブと同じく悪天候に弱い弱点を持ち、雨や雪が降るとインパクト、パワー調整が非常にやり辛くなる。
サイドスピンボール
サイドスピン能力を大幅に上げてくれるが、コントロール能力が大幅に落ちる。ブルームやサファイアに装備させると信じられない曲げ玉を打てる。
サンドバイパー
バンカー性能を大幅に引き上げ、サイドスピン能力も少し上がる。苦手がなくなるほか、元々どちらにも当てはまらないキャラの場合は得意になる。
グラスカッター
ラフ性能を大幅に引き上げ、スピン能力も少し上がる。苦手がなくなるほか、元々どちらにも当てはまらない場合は得意になる。コントロール能力を落とさずにスピン性能を上げる事ができるので、ラフ・雨対策のみならず汎用的に使えるボールである。

## 登場するコース
ダウンロードコンテンツを含めた全8コースが登場。最初に選べるのはコース1のみで、残りのコースは全てチャレンジモードで獲得していく。レギュラーティの他にバックティも選択できるが、本作のバックティは全て、コースが左右反転したミラーコースとなっている。『みんなのGOLF2～4』とは違い、季節選択は廃止された。その代わりシルバーピークスが悪天候時に雪が降る。
コースの難易度ゲージの表記はレギュラーティー時のものであり、バックティでは難易度ゲージが1 - 2段階上がる。

### 標準装備されたコース
あやめヶ原カントリークラブ（難易度1）
最初から選択できるコース。オーソドックスな作りで初心者でもプレイしやすい。その名の通りあやめや水仙の咲く沼があったり、小動物が住んでおり、避暑地としても人気が高く、雨もほとんど降らないという設定。初心者向けのコースで風は総じて弱い(最高でも4.9m)。フェアウェイ、グリーン共に広く、平坦に作られているホールが多い。1オン可能なミドルホールも点在する為、スコアも伸ばしやすい。しかし簡単であるからこそリアル大会ではミスは許されず、ロングチップが多数出たりもする。高グレードの大会ではパーフェクトスコアであるはずの-22のスコアでも入賞さえできない事もしばしばである。PAR72、全長はみんGOL5の中で最短の6677ヤード。
ちゅら海ゴルフリゾート（難易度3）
2番目に選択可能になるコース。沖縄本島から小型セスナ機で約20分飛ばせば到着するリゾートアイランド的な海を臨んだゴルフ場で強い風が吹いていることが多く、序盤コースにしてはしばしば夕立のような雨が降りプレイヤーを悩ませる。琉球時代の独自の建造物が目を引く。ここも初心者向けではあるが、風の強さとグリーン形状、ロングホールの長さ、そしてしばしば降る雨が、難易度的にあやめヶ原とは一線を画す要因となっている。20Y以上の打ち下ろしのショートホールも存在し、風の読みと距離感覚両方を高いレベルで習得していないとスコアを伸ばすには苦労する。だがミドルホールは概ね距離が短く難易度は低い、1オン可能なホールもある。よって難易度の高いショート、ロングでミスをしないプレイが肝要である。PAR72、全長は6905ヤード。
ユーロクラシックゴルフコース（難易度4）
3番目に選択可能になるコース。ヨーロッパの古城を囲む歴史あるゴルフコース。川が多く眺めは優美だが難易度はやや高い。深いラフやアゴの高いバンカーなど、ヨーロッパのコースをモチーフとしたクラシックコース。点在する木や林、古城などがプレイヤーの行く手を阻む。風は弱めで距離も短いホールが多い。レギュラーティに限っては1オン可能なミドルホールもある。しかしバックティとなると格段に距離が伸び、難易度も跳ね上がる（中には70yくらい伸びるホールもある）。レギュラーティとバックティの難易度の差が最も大きいコースという意見が多い。PAR72、全長は6984ヤード。
グレートサファリカントリークラブ（難易度5）
4番目に選択可能になるコース。アフリカ赤道直下の大自然の中に作られたゴルフコース。様々な動物の姿が見られる。高い岩山や池など、自然の障害物が特徴で、一発でOBやアンプレアブルになる可能性も大きい。特にミドル、ロングホールの全長が長いので難易度は高め。激しい起伏もさることながら、特に岩山は落下地点を計算しないと次のショットが打てなくなるという事さえあり得る。サバンナの中のコースという事で雨はめったに降らないが風はやや強めに吹くことが多い。PAR72、全長は7161ヤード。
シルバーピークスゴルフコース（難易度6）
5番目に選択可能になるコース。夜になると、オーロラも鑑賞できると評判の、北極圏に近いゴルフコース。山間に作られたこのコースは、強烈な突風が吹き、激しい高低差や、剥き出しの岩山、更には北極圏に近い事から寒さからの大雪など、数多くの自然の障害物がプレイヤーを待ち受けている。特に強風と突然の雪には終始悩まされる事だろう。主にアップダウンとの戦いになるホールが多く、全長の短いホールも点在するが必ず何らかの難所が待ち受けており、決して一筋縄ではいかない構成になっている。全長はみんGOL5の中で準最長距離を誇った（後に、後述の追加コースらに総距離が抜かれた）7201ヤード。
ザ・クラウンフィールド（難易度8）
最後の6番目に選択可能になる、シリーズ恒例の高難易度林間コース。アメリカ有数の名門コースという事でオーガスタ・ナショナル・ゴルフクラブがモデルになっていると思われる。前半は林間コースではあるが、後半が林間とリンクスを掛け合わせたかのようなコース設計で、やはり最後のコースはこの上の無い正しく無類の難易度を誇るコースに仕上げている。バンカーに囲まれた砲台グリーンや外に逃げる傾斜（通称「逆受け」）のグリーンが多く、グリーン本体のうねりもとても厄介で、ミドルホールでの1オン可能なホールなどは存在せず、労せずスコアを伸ばす方法は皆無。純粋にプレイヤーの能力とコース攻略方法が最高レベルで習得されていなければ決して高スコアは望めない正統派かつ、難攻不落のコースとして名高い。初心者はティーショットすらどこへ打てばいいのか判らないほどである。しかしやりこんでいる上級者プレイヤーほど｢クラウンが最も面白いし攻略のし甲斐もある｣という声が多く聞かれる。全長はみんGOL5の中で最長距離を誇る7610ヤード。

### アップデートで追加されるコース
オセアニアリゾートコース（難易度5）
2008年4月24日のアップデート。PlayStation Networkで購入すると使用可能になる。巨大な一枚岩やカンガルーやオペラハウスなど、まさしくオーストラリアなコース。池やクリーク、岩が点在し、一見簡単そうに見えるホールでも罠にはまりやすい構成となっている。ほとんどのホールでグリーン周りには深いラフが生い茂り、安易に見えるショートチップもこのラフに阻まれる事もしばしば、全体的に距離も長い。そして最大の特徴ともいえるのがショートホールの難易度の高さで、ジャストインパクトしなければ遥か奥まで転がるような構成になっている。逆に言えば、要所要所でのインパクトと池などの事故さえ防げれば高スコアも望める。難易度的にはサファリとピークスの中間というところ。風は強めだが雨は滅多に降らない。18番ホールではピン位置が最も奥に切られ、尚且つバックティだった場合、直線距離は600yになる（この記録は『New』が発売されるまでは、『4』の「川奈ホテル富士コース」の12番ホールと並び、最長タイ記録であった）。
ジュラシックアイランドカントリークラブ（難易度6）
2008年11月27日のアップデート。PlayStation Networkで購入すると使用可能になる。絶海の孤島に恐竜が生息する自然が太古の時代そのままなコース。『ポータブル1』の難関コースである「ダイナパーク」を連想させる、恐竜が闊歩し火山の噴火や溶岩を避けながらラウンドすると言うある意味現実離れしたコース。オセアニアがショートホールの難易度に重きを置いているのに対し、このジュラシックはロングホールの難易度が非常に高い（4本あるロングホールはどれも600y前後ある）。ミドルホールでも1オン可能なホールがあるが、他のコースと違うのは1オンに失敗すれば、まず間違いなく大事故に繋がるようなハイリスクな構成になっていること。とはいえ安全策を取っていけばコースそのものの難易度はそれほど高くない。だがピークスをも上回る強風と、時として数ホール続く雨の多さが難易度を劇的に上げている。オセアニアと同じくグリーン周りはラフが生い茂り、グリーンの形状も非常にアンジュレーションが厳しい。難易度的にはピークスとクラウンの中間というところ。難易度ゲージはピークスと同等のレベル6であるものの、先述の通りロングホールで的確な打ち筋を披露できないとイーグルが取りづらい設計であり、高くそびえ立つ木などの障害物の多さや悪天候および長距離パー4も相俟って「場合によってはクラウンにもやや劣るぐらいの難易度」と感じるプレーヤーもいるほど手ごわいコース。

## 関連情報
- 2007年3月21日、本作の無料体験版がPLAYSTATION Storeにて先行配信された。（2007年6月配信終了）
- 2007年6月20日、ハイビジョン(720p)画質のプロモーションムービーがPLAYSTATION Storeにて配信された。
- 2007年7月26日 発売日（税込5980円）。ソフトが同梱された「PLAYSTATION 3 ビギナーズパック」が、60GB・61,980円 20GB・51,980円（各税込）も同時に発売された。
- 2007年8月31日アップデート実施。オンラインモードにフリー対戦「新リアル」形式が追加される。
- 2008年2月7日大幅アップデート。オンラインモードに要望の高かった「ストローク形式」と「マッチ対戦」が追加される。
- 2008年2月28日、プレイヤーキャラクターに「ユキノ」が追加される（500円）。
- 2008年3月27日、プレイヤーキャラクターに「グロリア」が追加される（500円）。
- 2008年4月24日、新コース「オセアニアリゾートコース」が追加される（800円）。
- 2008年5月29日、コスチュームセットVol.1 配信（600円）。ジャスミン、ソフィ、ブルーム、サファイア、丸山茂樹プロの衣装を追加。
- 2008年6月26日、コスチュームセットVol.2 配信（600円）。コナン、クリス、ユミン、ナカジマ、ジョンソンの衣装を追加。
- 2008年7月24日、コスチュームセットVol.3 配信（600円）。スズキ、キッド、ソニア、ティアナ、ディーノの衣装を追加。
- 2008年7月26日～2008年8月24日、ファミ通とのコラボレーションイベント開催。
- 2008年8月28日～、みんなのGOLF5とまいにちいっしょとのコラボレーションイベント開催。
- 2008年11月27日、新コース「ジュラシックアイランドC.C」が追加される（800円）。
- 2008年12月11日、廉価版（税込3800円）発売日
- 2009年3月12日、プレイヤーキャラクターに「リビッツ」が追加される（500円）。
- 2011年7月14日、無料オンラインアップデートで、PlayStation Move、3D立体視に対応。(予定)
- 2011年9月8日、再廉価版（2980円）およびPlayStation Move同梱のビギナーズパック（6980円）発売。
- 2013年3月31日、オンラインサービスが終了[2]。